# トムとジェリーの短編作品一覧
トムとジェリーの短編作品一覧（トムとジェリーのたんぺんさくひんいちらん）は、『トムとジェリー』の短編作品を一覧表記する。

## 作品一覧
年代順によって並べられている。表記は、英語原題（日本語サブタイトル、アメリカでの公開日）というようになっている。ただし、劇場公開時に別タイトルになっていた作品も一部あり。

## ハンナ＝バーベラ期（1940年〜1958年）
メトロ・ゴールドウィン・メイヤー製作 ※ ◎：アカデミー賞受賞作品、○：アカデミー賞ノミネート作品、△：アニー賞ノミネート作品、●：DVD未収録

### 作品リスト（1940年 - 1949年）
| 番号 | 邦題                              | 原題                       | 公開日         | 概要 |
| ---- | --------------------------------- | -------------------------- | -------------- | --- |
| 1    | 上には上がある○                   | Puss Gets the Boot         | 1940年2月10日  | トムはジャスパー、ジェリーはジンクスという名前であった。 トム、ジェリー、お手伝いさんの初登場話である。 トムとジェリーで初のアカデミー賞ノミネート作品。                                |
| 2    | 夜中のつまみ食い                  | The Midnight Snack         | 1941年7月19日  | 今回の作品から「トムとジェリー」になった。 |
| 3    | メリー・クリスマス○               | The Night Before Christmas | 1941年12月6日  | |
| 4    | お化け騒動                        | Fraidy Cat                 | 1942年1月17日  | 白くなったジェリーの初登場話である。 |
| 5    | 共同作戦                          | Dog Trouble                | 1942年4月18日  | スパイクの初登場話である。 |
| 6    | バラ色の人生                      | Puss n' Toots              | 1942年5月30日  | 雌猫の初登場話である。 |
| 7    | 楽しいボーリング                  | The Bowling Alley Cat      | 1942年7月17日  | |
| 8    | にわとり婆さん にわとりのおばさん | Fine Feathered Friend      | 1942年10月10日 | にわとりばあさんの初登場話である。 |
| 9    | 悪魔のささやき                    | Sufferin' Cat!             | 1943年1月16日  | ミートヘッド（フランキー）の初登場話である。 |
| 10   | 淋しがりや                        | The Lonesome Mouse         | 1943年5月22日  | |
| 11   | 勝利は我に◎                       | The Yankee Doodle Mouse    | 1943年6月26日  | トムとジェリーで初のアカデミー賞受賞作品。 |
| 12   | 赤ちゃんはいいな                  | Baby Puss                  | 1943年12月25日 | ブッチ、トプシーの初登場話である。飼い主の娘（ナンシー）が唯一登場する話である。 |
| 13   | 素敵なおさがり                    | The Zoot Cat               | 1944年2月26日  | |
| 14   | 夢と消えた百万ドル                | The Million Dollar Cat     | 1944年5月6日   | |
| 15   | 命の恩人                          | The Bodyguard              | 1944年7月22日  | 一話完結を原則としている本シリーズにおいて珍しく前後編形式をとる作品である。 ただし、それぞれの作品を単品で鑑賞しても問題ない作りになっている。                                         |
| 16   | 猫はやっぱり猫でした              | Puttin' On the Dog         | 1944年10月28日 | 一話完結を原則としている本シリーズにおいて珍しく前後編形式をとる作品である。 ただし、それぞれの作品を単品で鑑賞しても問題ない作りになっている。                                         |
| 17   | ネズミ取り必勝法◎                 | Mouse Trouble              | 1944年11月23日 | |
| 18   | トムのガールフレンド              | The Mouse Comes to Dinner  | 1945年5月5日   | |
| 19   | ジェリー街へ行く                  | Mouse in Manhattan         | 1945年7月7日   | トムとジェリーで唯一ジェリーのみが主役となる作品である。 |
| 20   | 目茶苦茶ゴルフ                    | Tee for Two                | 1945年7月21日  | キツツキの初登場話である。ハチの群れが唯一登場する話である。 |
| 21   | 可愛い花嫁さん                    | Flirty Birdy               | 1945年9月22日  | ワシが唯一登場する話である。 |
| 22   | ただいまお昼寝中◎                 | Quiet Please!              | 1945年12月22日 | |
| 23   | 春はいたずらもの△                 | Springtime for Thomas      | 1946年3月30日  | メスネズミ、悪魔のジェリーの初登場話である。 エンドクレジットが通常と異なり、トムとジェリーで初のアニー賞ノミネート作品。                                                               |
| 24   | 捨てネズミ                        | The Milky Waif             | 1946年5月18日  | ニブルスの初登場話である。DVD版では一部カットあり。 |
| 25   | 仲間割れ                          | Trap Happy                 | 1946年6月29日  | |
| 26   | 恋ははかなく                      | Solid Serenade             | 1946年9月1日   | |
| 27   | 変な魚釣り                        | Cat Fishin'                | 1947年2月22日  | カマス（ワニのような魚）が唯一登場する話である。 |
| 28   | トラになったトム                  | Part Time Pal              | 1947年3月15日  | |
| 29   | ピアノ・コンサート◎               | The Cat Concerto           | 1947年4月26日  | |
| 30   | あべこべ物語○                     | Dr.Jekyll and Mr.Mouse     | 1947年6月14日  | ハエが唯一登場する話である。 |
| 31   | 海のバカンス                      | Salt Water Tabby           | 1947年7月12日  | カニの初登場話である。 |
| 32   | こわいお手伝いさん                | A Mouse in the house       | 1947年8月30日  | DVD版では一部カットあり。 |
| 33   | 透明ネズミ                        | The Invisible Mouse        | 1947年9月27日  | |
| 34   | なかよし                          | KItty Foiled               | 1948年6月1日   | カナリアの初登場話である。 |
| 35   | 仲良し同盟                        | The Truce Hurts            | 1948年7月17日  | DVD版では一部カットあり。 |
| 36   | 強敵あらわる                      | Old Rockin' Chair Tom      | 1948年9月18日  | ライトニング（イナズマ）の初登場話である。 |
| 37   | やんちゃな生徒                    | Professor Tom              | 1948年10月30日 | |
| 38   | お掃除はこうするの                | Mouse Cleaning             | 1948年12月11日 | ロバが唯一登場する話である。DVD版では一部カットあり。 |
| 39   | ウソをついたら                    | Polka-Dot Puss             | 1949年2月26日  | |
| 40   | 台所戦争◎                         | The Little Orphan          | 1949年4月30日  | 後にシネマスコープでリメイクされる。DVD版では一部カットあり。 |
| 41   | いたずらきつつき○                 | Hatch Up Your Troubles     | 1949年5月14日  | 後にシネマスコープでリメイクされる。 |
| 42   | 天国と地獄                        | Heavenly Puss              | 1949年7月9日   | 子猫の初登場話である。クーパーが唯一登場する話である。 |
| 43   | 海の底はすばらしい                | The Cat and The Mermouse   | 1949年9月3日   | タコの初登場話である。カジキマグロ、タツノオトシゴが唯一登場する話である。 |
| 44   | ここまでおいで                    | Love That Pup              | 1949年10月1日  | この回からトムとジェリーのテーマが演奏される。後にシネマスコープでリメイクされる。タイクの初登場話である。                                                                              |
| 45   | ジェリーの日記                    | Jerry's Diary              | 1949年10月22日 | トムとジェリーで初の総集編。「目茶苦茶ゴルフ」「ネズミ取り必勝法」 「恋ははかなく」「勝利は我に」の4作のワンシーンが用いられている。 ラドリーおじさん（ラジオ）が唯一登場する話である。 |
| 46   | テニスなんて楽だね                | Tennis Chumps              | 1949年12月10日 | |

### 作品リスト（1950年 - 1958年）
| 番号 | 邦題                                          | 原題                                | 公開日         | 概要 |
| ---- | --------------------------------------------- | ----------------------------------- | -------------- | --- |
| 47   | 母をたずねて                                  | Little Quacker                      | 1950年1月7日   | アヒル、アヒルの母の初登場話である。 アヒルの父（ヘンリー）が唯一登場する話である。 |
| 48   | 土曜の夜は                                    | Saturday Evening Puss               | 1950年1月14日  | |
| 49   | 西部の伊達ねずみ                              | Texas Tom                           | 1950年3月11日  | タラ、牛の初登場話である。 |
| 50   | 逃げ出したライオン 逃げて来たライオン         | Jerry and the Lion                  | 1950年4月8日   | ライオンが唯一登場する話である。 |
| 51   | 花火はすごいぞ                                | Safety Second                       | 1950年7月1日   | |
| 52   | 星空の音楽会                                  | Tom and Jerry in the Hollywood Bowl | 1950年9月17日  | ネコのオーケストラが唯一登場する話である。 |
| 53   | 復讐もほどほどに                              | The Framed Cat                      | 1950年10月21日 | |
| 54   | 玉つきゲームは楽しいね                        | Cue Ball Cat                        | 1950年11月25日 | |
| 55   | 計算ちがい                                    | Casanova Cat                        | 1951年1月6日   | |
| 56   | ジェリーと金魚                                | Jerry and the Goldfish              | 1951年3月3日   | 金魚の初登場話である。 |
| 57   | ごきげんないとこ○                             | Jerry's Cousin                      | 1951年4月7日   | マッスルが唯一登場する話である。 |
| 58   | トムさんと悪友                                | Sleepy-Time Tom                     | 1951年5月26日  | |
| 59   | 南の島                                        | His Mouse Friday                    | 1951年7月7日   | 原住民が唯一登場する話である。以前の邦題は「南の島には土人がいたよ」 |
| 60   | パパは強いな                                  | Slicked-up Pup                      | 1951年9月8日   | 長らくDVD未収録だったが、2013年発売のDVD 『トムとジェリー どどーんと32話 てんこもりパック Vol.2』にて初収録された。 |
| 61   | ショックで直せ                                | Nit-witty Kitty                     | 1951年10月6日  | |
| 62   | ふんだりけったり                              | Cat Napping                         | 1951年12月8日  | アリの群れの初登場話である。カエルが唯一登場する話である。 |
| 63   | トム君空を飛ぶ                                | The Flying Cat                      | 1952年1月12日  | |
| 64   | おしゃべり子ガモ                              | The Duck Doctor                     | 1952年2月16日  | 子ガモが唯一登場する話である。 |
| 65   | パーティ荒し◎                                 | The Two Mouseketeers                | 1952年3月15日  | |
| 66   | 恋のとりこ                                    | Smitten Kitten                      | 1952年4月12日  | 「海のバカンス」「トムのガールフレンド」「西部の伊達ねずみ」 「恋ははかなく」の4作のワンシーンが用いられている。 悪魔のジェリーの最終登場話である。ケイトが唯一登場する話である。                                                                         |
| 67   | 可愛い子猫と思ったら                          | Tripled Trouble                     | 1952年4月19日  | |
| 68   | 可愛い逃亡者                                  | Little Runaway                      | 1952年6月14日  | オットセイが唯一登場する作品である。 |
| 69   | ブルおじさん                                  | Fit to be Tied                      | 1952年7月26日  | |
| 70   | 人造ネコ                                      | Push-Botton Kitty                   | 1952年9月6日   | お手伝いさんの最終登場話である。人造ネコが唯一登場する話である。 |
| 71   | 夢と消えたバカンス                            | Cruise Cat                          | 1952年10月18日 | 「西部の伊達ねずみ」のワンシーンが用いられている。船長の初登場話である。 |
| 72   | お家はバラバラ                                | The Dog House                       | 1952年11月29日 | |
| 73   | 恐怖の白ネズミ                                | The Missing Mouse                   | 1953年1月10日  | 白いネズミが唯一登場する話である。 |
| 74   | ジェリーとジャンボ                            | Jerry and Jumbo                     | 1953年2月21日  | 仔ゾウ（ジャンボ）、ジャンボの母親が唯一登場する話である。 |
| 75   | ワルツの王様◎                                 | Johann Mouse                        | 1953年3月21日  | トムとジェリーで最後のアカデミー賞受賞作品となった。 エンドクレジットが通常と異なる。ジェリーはヨハンという名前である。 ヨハン・シュトラウスが唯一登場する話である。                                                                                      |
| 76   | パパの教育                                    | That's My Pup                       | 1953年4月25日  | |
| 77   | おかしなアヒルの子                            | Just Ducky                          | 1953年9月5日   | |
| 78   | インディアンごっこ                            | Two Little Indians                  | 1953年10月17日 | 2013年9月3日（火）に NHK BSプレミアムで放送された際の邦題は『二匹のネズミ』。 また、2014年6月10日（火）に同番組で再び放送されたが同様。 |
| 79   | トム氏の優雅な生活                            | Life with Tom                       | 1953年11月21日 | ここまでは日本における著作権の保護期間が終了したため、 パブリックドメインDVDが販売されている。「変な魚釣り」 「台所戦争（一部カットあり）」「なかよし」の3作のワンシーンが用いられてられている。 ミートヘッド（フランキー）、カナリアの最終登場話である。 |
| 80   | 親切なトム                                    | Puppy Tale                          | 1954年1月23日  | 六匹の子犬が唯一登場する話である。 |
| 81   | うらぎり者は去れ                              | Posse Cat                           | 1954年1月30日  | 牛の最終登場話である。白人のご主人様が唯一登場する話である。 |
| 82   | 止まらないシャックリ                          | Hic-cup Pup                         | 1954年4月17日  | |
| 83   | ネズミの学校                                  | Little School Mouse                 | 1954年5月29日  | |
| 84   | 腹ぺこブッチ                                  | Baby Butch                          | 1954年8月14日  | |
| 85   | 氷あそび                                      | Mice Follies                        | 1954年9月4日   | |
| 86   | ナポリよいとこ                                | Neapolitan Mouse                    | 1954年10月2日  | トーポ、ナポリの犬が唯一登場する話である。 |
| 87   | オーバーな奴                                  | Downhearted Duckling                | 1954年11月13日 | にわとりばあさんの最終登場話である。 アヒルの女の子が唯一登場する話である。 |
| 88   | 居候 いそうろう                               | Pet Peeve                           | 1954年11月20日 | シネマスコープ作品。主人（男性・女性）の初登場話である。 |
| 89   | 武士道はつらい○                               | Touché, Pussy Cat!                  | 1954年12月18日 | シネマスコープ作品。 トムとジェリーで最後のアカデミー賞ノミネート作品となった。 |
| 90   | 南へ行こう                                    | Southbound Duckling                 | 1955年3月12日  | シネマスコープ作品。エンドクレジットが通常と異なる。 野ガモたちが唯一登場する話である。 |
| 91   | ブルさんのピクニック                          | Pup on a Picnic                     | 1955年4月30日  | シネマスコープ作品。 |
| 92   | 白ネズミは人気者                              | Mouse for Sale                      | 1955年5月21日  | 白くなったジェリーの最終登場話である。 |
| 93   | 失敗は成功のもと                              | Designs on Jerry                    | 1955年9月3日   | ネコとネズミの絵が唯一登場する話である。 |
| 94   | 武士道修行も楽じゃない 武士道修行は楽じゃない | Tom and Chérie                      | 1955年9月10日  | シネマスコープ作品。 |
| 95   | 映画大会                                      | Smarty Cat                          | 1955年10月14日 | 「恋ははかなく」「変な魚釣り」「ブルおじさん」 の3作のワンシーンが用いられている。エンドクレジットが通常と異なる。ライトニング（イナズマ）、トプシーの最終登場話である。                                                                                  |
| 96   | ひげも使いよう                                | Pecos Pest                          | 1955年11月12日 | フレッド・クインビー名義の最終作品。 アンクル・ペコスが唯一登場する話である。 |
| 97   | 素敵なママ△                                   | That's My Mommy                     | 1955年11月19日 | この作品以降は全てシネマスコープ作品。 |
| 98   | 空飛ぶほうき                                  | The Flying Sorceress                | 1956年1月27日  | 魔女が唯一登場する話である。 |
| 99   | 邦題無し●                                     | The Egg and Jerry                   | 1956年3月23日  | キツツキの最終登場話である。いたずらきつつきのリメイク作品。 日本では未公開。 |
| 100  | 赤ちゃんは楽だね●                             | Busy Buddies                        | 1956年5月4日   | ジェニー、赤ちゃんの初登場話である。 |
| 101  | 楽しい浜べ△                                   | Muscle Beach Tom                    | 1956年9月7日   | トレーニングをするネコたちが唯一登場する話である。 |
| 102  | ダンスは楽し                                  | Downbeat Bear                       | 1956年10月21日 | クマが唯一登場する話である。エンドクレジットが通常と異なる。 |
| 103  | 悲しい悲しい物語                              | Blue Cat Blues                      | 1956年11月16日 | メスネズミの最終登場話である。 |
| 104  | バーベキュー戦争                              | Barbecue Brawl                      | 1956年12月14日 | 今作から高音質ステレオ音響となった。アリの群れの最終登場話である。 タイクは、この後1957年の「つかまるのはごめん」「名犬チビ」に登場する。 |
| 105  | 邦題無し●                                     | Tops with Pops                      | 1957年2月22日  | ここまでおいでのリメイク作品。 日本では未公開。 |
| 106  | なにがなんだかわからない                      | Timid Tabby                         | 1957年4月19日  | ジョージが唯一登場する話である。 |
| 107  | 邦題無し●                                     | Feedin' the Kiddie                  | 1957年6月7日   | 台所戦争のリメイク作品。 日本では未公開。 |
| 108  | 気楽に行こうよ                                | Mucho Mouse                         | 1957年9月6日   | ブッチの最終登場話である。また、本作のみライトニング（イナズマ）と同じ赤毛となっている。 |
| 109  | みーちゃったみーちゃった●                     | Tom's Photo Finish                  | 1957年11月1日  | DVD未収録作品。 |
| 110  | おめでたいアヒル                              | Happy Go Ducky                      | 1958年1月3日   | イースターバニーが唯一登場する話である。 |
| 111  | 王様を起こさないで                            | Royal Cat Nap                       | 1958年3月7日   | 王様が唯一登場する話である。 |
| 112  | 忍法ネコだまし                                | The Vanishing Duck                  | 1958年5月2日   | アヒル、主人（男性）の最終登場話である。 |
| 113  | 我こそ勇者                                    | Robin Hoodwinked                    | 1958年6月6日   | ニブルスの最終登場話である。ロビン・フッドが唯一登場する話である。 |
| 114  | 赤ちゃんは知らん顔                            | Tot Watchers                        | 1958年8月1日   | 主人（女性）、ジェニー、赤ちゃんの最終登場話である。 警察官が唯一登場する話である。 スパイクは、この後2005年の「ザ・カラテ・ガード」に登場する。 |

## ジーン・ダイッチ期（1961年〜1962年）
メトロ・ゴールドウィン・メイヤー製作
通常版のDVDには未収録だが全巻購入者特典で付いてきた「スペシャルDVD」（13作品とも収録）または1コインDVDには一部収録（2作品は未収録）。

### 作品リスト
| 番号 | 邦題                     | 原題                          | 公開日         | 収録・備考 |
| ---- | ------------------------ | ----------------------------- | -------------- | --- |
| 1    | 猫はワンワン犬はニャーオ | Switchen' Kitten              | 1961年9月7日   | 長らくDVD未収録だったが、2013年発売のDVD 『トムとジェリー どどーんと32話 てんこもりパック Vol.1』にて初収録された。 キチガイ博士、動物たちが唯一登場する話である。 |
| 2    | くたびれもうけの魚釣り   | Down and Outing               | 1961年10月26日 | クリント・クローバー（短気おやじ）の初登場話である。 |
| 3    | ギリシャ物語             | It's Greek to Me-ow           | 1961年12月7日  | |
| 4    | 自慢のバーベキュー       | High Steaks                   | 1962年1月1日   | |
| 5    | ジェリーの宇宙飛行士     | Mouse into Speace             | 1962年2月1日   | |
| 6    | 手ごわい奴               | Landing Stripling             | 1962年4月1日   | 黄色の鳥が唯一登場する話である。 |
| 7    | やきもちやき             | Calypso Cat                   | 1962年6月1日   | 猫のミュージシャンが唯一登場する話である。 |
| 8    | 白い鯨 白いくじら        | Dicky Moe                     | 1962年7月1日   | 白いくじら（ディッキー・モー）が唯一登場する話である。 |
| 9    | お人形新発売             | The Tom and Jerry Cartoon Kit | 1962年8月1日   | DVD版では一部カットあり。 |
| 10   | 西部のあばれもの         | Tall in the Trap              | 1962年9月1日   | 町の保安官、雑貨屋の主人が唯一登場する話である。 |
| 11   | 狩りはこりごり           | Sorry Safari                  | 1962年10月1日  | クリント・クローバー（短気おやじ）の最終登場話である。 シドニーが唯一登場する話である。                                                                            |
| 12   | 友達はいいな             | Buddies Thicker Than Water    | 1962年11月1日  | 長らくDVD未収録だったが、2014年発売のDVD 『トムとジェリー どどーんと32話 てんこもりパック Vol.5』にて初収録された。 夫人が唯一登場する話である。                   |
| 13   | 新カルメン物語           | Carmen Get it!                | 1962年12月1日  | カルメンの指揮者、守衛、お伶さんが唯一登場する話である。 |

## チャック・ジョーンズ期（1963年〜1967年）
メトロ・ゴールドウィン・メイヤー製作
日本では1980年から1981年に日本テレビ系・木曜スペシャル枠において、 『おかしなおかしな トムとジェリー 大行進』内で放送されて、1981年から1982年に日本テレビ系「トムとジェリー」として放送。なお、最初回の「お好みサンド」と「ジェリーの親友」はTBS版にて既に放送された為、日本テレビ版では放送されていない。
なお、「仲直りはしたものの」と「必殺ネズミ取り」には、ハンナ＝バーベラ第一期を再構成したものである為、チャック・ジョーンズではなく、ウィリアム・ハンナとジョセフ・バーベラの名前が載っている。

### 作品リスト
| 番号 | 邦題                     | 原題                              | 公開日        | 収録・備考 |
| ---- | ------------------------ | --------------------------------- | ------------- | --- |
| 1    | お好みサンド             | Penthouse Mouse                   | 1963年6月27日 | エンドクレジットが通常と異なる。 |
| 2    | オペラ騒動               | The Cat Above and The Mouse Below | 1964年1月1日  | エンドクレジットが通常と異なる。 |
| 3    | ジェリー博士の超能力     | Is There a Doctor in the Mouse?   | 1964年3月22日 | この作品から通常のエンドクレジットが使用される。 |
| 4    | ジェリーの親友           | Much Ado About Mousing            | 1964年5月24日 | ブル公の初登場話である。カニの最終登場話である。 |
| 5    | 冬の夜ばなし             | Snowbody Loves Me                 | 1964年9月2日  | |
| 6    | ジェリーと子猫           | The Unshrinkable Jerry Mouse      | 1964年12月6日 | 子猫の最終登場話である。 |
| 7    | 追いつ追われつ           | Ah, Sweet Mouse-Story of Life     | 1965年1月21日 | |
| 8    | 逃げろや逃げろ           | Tom-ic Energy                     | 1965年3月7日  | 野良猫が唯一登場する話である。 |
| 9    | まるでツイてない日       | Bad Day At Cat Rock               | 1965年4月24日 | エンドクレジットが通常と異なる。 |
| 10   | とんだ災難               | The Brothers Carry-Mouse-Off      | 1965年5月15日 | エンドクレジットが通常と異なる。 |
| 11   | 魔術師ネズミ             | Haunted Mouse                     | 1965年5月30日 | マーリンが唯一登場する話である。エンドクレジットが通常と異なる。 |
| 12   | 油断大敵                 | I'm Just Wild About Jerry         | 1965年6月14日 | |
| 13   | ジェリーの仕返し         | Of Feline Bondage                 | 1965年8月2日  | 妖精のネズミが唯一登場する話である。 |
| 14   | ジェリーのいたずら作戦   | The Year of the Mouse             | 1965年8月30日 | ニパオ（ボニー）が唯一登場する話である。 |
| 15   | 忠犬ブル公               | The Cat's Me-Ouch                 | 1965年9月15日 | 「逃げろや逃げろ」のワンシーンが用いられている。 |
| 16   | 果てしなき決闘           | Duel Personality                  | 1966年2月6日  | |
| 17   | ジェリーの夢遊病         | Jerry, Jerry, Quite Contrary      | 1966年2月28日 | |
| 18   | 象さんはジェリーの味方   | Jerry-Go-Round                    | 1966年3月6日  | 象が唯一登場する話である。エンドクレジットが通常と異なる。 |
| 19   | プレゼント騒動           | Love Me, Love My Mouse            | 1966年3月21日 | 雌猫の最終登場話である。 |
| 20   | 水兵さんも楽じゃない     | Puss 'n' Boats                    | 1966年4月4日  | サメの初登場話である。船長の最終登場話である。 |
| 21   | カワイコ金魚ちゃん       | Filet Meow                        | 1966年4月18日 | 金魚の最終登場話である。 |
| 22   | 仲直りはしたものの       | Matinee Mouse                     | 1966年5月9日  | 「ここまでおいで」「トム君空を飛ぶ」「やんちゃな生徒」 「恐怖の白ネズミ」「逃げてきたライオン」「空飛ぶほうき」 「ジェリーの日記」「仲良し同盟」の8作のワンシーンが用いられている。 映画館のおじさんが唯一登場する話である。                                                                  |
| 23   | 銀世界の追跡             | The A-Tom-Inable Snowman          | 1966年6月20日 | セント・バーナードが唯一登場する話である。エンドクレジットが通常と異なる。 |
| 24   | 1+1は敵の数              | Catty-Cornered                    | 1966年9月21日 | 黄色の猫が唯一登場する話である。 |
| 25   | サンタルチアの夜         | Cat and Dupli-Cat                 | 1967年1月1日  | 茶色の猫が唯一登場する話である。エンドクレジットが通常と異なる。 |
| 26   | トムとジェリーウォーズ   | O-Solar Meow                      | 1967年1月26日 | ネコ型メカの初登場話である。 |
| 27   | 未来戦争                 | Guided Mouse-Ille                 | 1967年1月29日 | ネズミ型メカの初登場話である。エンドクレジットが通常と異なる。 |
| 28   | ロックンロール騒動       | Rock 'n' Rodent                   | 1967年3月15日 | ネズミのバーテンダーが唯一登場する話である。 |
| 29   | ジョーズの追跡           | Cannery Rodent                    | 1967年4月30日 | |
| 30   | 001/7 チーズに愛をこめて | The Mouse from H.U.N.G.E.R.       | 1967年5月7日  | |
| 31   | サーフィンに挑戦         | Surf-Bored Cat                    | 1967年6月4日  | サメ、タコの最終登場話である。 |
| 32   | 必殺ネズミ取り           | Shutter Bugged Cat                | 1967年7月16日 | 長らくDVD未収録だったが、2013年発売のDVD 『トムとジェリー どどーんと32話 てんこもりパック vol.3』にて初収録された。 トムとジェリーで最後の総集編。「トラになったトム」「ショックで直せ」 「ワルツの王様」「勝利は我に」「天国と地獄」「失敗は成功のもと」 の6作のワンシーンが用いられている。 |
| 33   | アベコベ時代             | Advance and Be Mechanized         | 1967年8月29日 | ネコ型メカ、ネズミ型メカの最終登場話である。 「未来戦争」のワンシーンが用いられている。 |
| 34   | 夢よもう一度             | Purr-Chance to Dream              | 1967年9月26日 | MGM劇場用作品の最終回。ブル公の最終登場話である。 トム、ジェリーは、この後2005年の「ザ・カラテ・ガード」に登場する。 |

## テレビアニメ

### 新トムとジェリー（1975年）
The Tom and Jerry Showを参照。日本ではテレビ朝日が放送。ハンナ・バーベラ・プロダクション制作。DVDは未発売。

### トムとジェリー大行進（1980年）
The Tom and Jerry Comedy Showを参照。日本では1980年から1981年に日本テレビ系・木曜スペシャル枠において、 『トムとジェリー大行進』内で放送されて、1981年から1982年に日本テレビ系「トムとジェリーとドルーピー」として放送した。DVDは未発売。

### トムとジェリーキッズ（1990年 - 1993年）
Tom and Jerry Kids Showを参照。日本ではカートゥーン ネットワークが放送。VHSは発売されたがDVDは未発売。

### トムとジェリー テイルズ（2006年 - 2008年）
Tom and Jerry Talesを参照。日本ではカートゥーン ネットワークが放送。DVDが発売中。

### トムとジェリー ショー（2014年 - 2021年）
The Tom and Jerry Showを参照。日本ではカートゥーン ネットワークが放送。DVDが発売中。

### 単発短編
- The Mansion Cat（2001年4月8日）

特番として放送。DVD未収録。
- ザ・カラテ・ガード（2005年9月27日）

ジョセフ・バーベラが原作・監督など制作に参加。ワーナー・ブラザース・アニメーション制作。

## TBS版で挿入されたアニメ作品
TBS版「トムとジェリー」では、30分番組のうち「トムとジェリー」を2作品放送。その間に他のキャラクターを主人公としたアニメーション（主にテックス・アヴェリー作品）が1作品挿入されて放送された。
下記のリスト表記は1990年に日本の地上波で再放送された時の放送順、英語原題（日本語サブタイトル、アメリカでの公開日）というようになっている。なお、初回放送時（1964年）とは順番が違う可能性もあり、各地方放送局によって違っているようである。※これは基準となる並び
トムとジェリー通常版DVDに特典として1作ずつ収録された（（）内は収録巻数）。
一部のドルーピー作品は現在、ワーナー・ホーム・ビデオからワンコインDVDで発売中。
- NORTHWEST HOUNDED POLICE（迷探偵ドルーピーの大追跡 1946年8月3日）（4）（迷探偵ドルーピーの大追跡 編）
- WILD AND WOLFY（迷探偵ドルーピー西部の早射ち 1945年11月3日）（2）（迷探偵ドルーピーの大追跡 編）
- HALF-PINT PIGMY（デカ吉チビ助のアフリカ探検 1948年8月17日）
- RED HOT RANGERS（デカ吉チビ助の消防士 1947年5月31日）
- HENPECKED HOBOES（デカ吉チビ助のニワトリ狩り 1946年10月26日）
- HOUND HUNTERS（デカ吉チビ助の野良犬狩り 1947年4月12日）
- DEPUTY DROOPY（呼べど叫べど 1955年10月28日）
- ONE DROOPY KNIGHT（竜退治 1957年12月6日）
- OUT-FOXED（いかさま狐狩り 1949年11月5日）（6）（ドルーピー君サーカスへ行く 編）
- SHEEP WRECKED（まぬけなオオカミ 1958年2月7日）
- GRIN AND SHARE IT（お金と友情 1957年5月17日）
- CABALLERO DROOPY（メキシコよいとこ 1952年9月27日）
- WAGS TO RICHES（財産を狙え 1949年8月13日）
- DROOPY'S GOOD DEED（最優秀ボーイスカウト 1951年5月5日）
- THE CHUMP CHAMP（スポーツの王様 1950年11月4日）（7）（ドルーピー君サーカスへ行く 編）
- DROOPY'S DOUBLE TROUBLE（双児騒動 1951年11月17日）（10）（ドルーピー君サーカスへ行く 編）
- HOMESTEADER DROOPY（西部開拓史 1954年7月10日）
- DROOPY LEPRECHAUN（幸福を呼ぶ小人 1958年7月4日）
- DRAG-A-LONG DROOPY（西部の大決闘 1954年1月30日）
- SENOR DROOPY（チャンピオン誕生 1949年4月9日）（5）（迷探偵ドルーピーの大追跡 編）
- DIXIELAND DROOPY（デキシーランド犬 1954年12月4日）（8）（ドルーピー君サーカスへ行く 編）
- MUTTS ABOUT RACING（スピード狂 1958年4月4日）
- THREE LITTLE PUPS（勝利はいただき 1953年12月26日）
- BLACKBOARD JUMBLE（いたずら教室 1957年10月4日）
- DAREDEVIL DROOPY（ドルーピー君サーカスへ行く 1951年3月31日）（9）（ドルーピー君サーカスへ行く 編）
- COCK-A-DOODLE DOG（ブルさんはおねむ 1951年2月10日）
- SCAT CATS（名犬チビ 1957年7月26日）
- DUMB HOUNDED（つかまるのはごめん 1943年3月20日）（1）（迷探偵ドルーピーの大追跡 編）
- GIVE AND TYKE（つかまるのはごめん 1957年3月29日）※初期のみ放映
- CELLBOUND（逃げてはみたけど 1955年11月25日）
- GARDEN GOPHER（いたずらモグラ 1950年9月30日）
- ROCK-A-BYE BEAR（冬眠中はお静かに 1952年7月26日）
- BAD LUCK BLACKIE（呪いの黒猫 1949年1月22日）
- LITTLE WISE QUACKER（かしこい子がも 1952年11月8日）
- SLEEPY TIME SQUIRREL（只今静養中 1954年6月19日）
- GOGGLE FISHING BEAR（海中探検 1949年1月15日）
- COBS AND ROBBERS（かかしに御用心 1953年3月14日）
- BUSYBODY BEAR（親切好き 1952年12月20日）
- HEIR BEAR（宝さがし 1953年5月30日）
- WEE WILLIE WILDCAT（良い子のしつけ方 1953年6月20日）
- BARNEY'S HUNGRY COUSIN（なんでもいただき 1953年1月31日）
- IMPOSSIBLE POSSUM（どちらが賢いか 1954年3月28日）
- BIRD-BRAIN BIRD DOG（小鳥が好き 1954年7月30日）
- HALF-PINT PALOMINO（めんこい子馬 1953年9月26日）
- MAGICAL MAESTRO（へんてこなオペラ 1952年2月9日）
- THE FIRST BAD MAN（悪人の誕生 1955年9月30日）
- LUCKY DUCKY（ウルトラ子がも 1948年10月9日）
- SYMPHONY IN SLANG（へんな体験記 1951年6月6日）
- LITTLE JOHNNY JET（ぼくはジェット機 1953年4月18日）
- THE FLEA CIRCUS（ノミのサーカス 1954年11月6日）
- HOUSE OF TOMORROW（こんなお家は 1949年6月11日）
- DOGGONE TIRED（ねむいウサギ狩り 1949年7月30日）
- THE CUCKOO CLOCK（恐怖よサラバ 1950年6月10日）
- VENTRILOQUIST CAT（腹話術は楽し 1950年5月27日）
- FARM OF TOMORROW（楽しい農場 1954年9月18日）
- THE CAT THAT HATED PEOPLE（月へ行った猫 1948年11月20日）
- LITTLE RURAL RIDING HOOD（田舎狼と都会狼 1949年9月17日）
- THE COUNTERFEIT CAT（腹ペコ野良猫 1949年12月24日）
- BILLY BOY（何でもウメェー 1954年5月8日）
- ONE CAB'S FAMILY（ボクはスポーツカー 1952年5月15日）
- CAR OF TOMORROW（ステキな自動車 1951年9月22日）
- THE PEACHY COBBLER（森の小さな靴屋さん 1950年12月9日）
- FIELD AND SCREAM（善人エド 1955年4月30日）
- T.V. OF TOMORROW（うらやましいテレビ 1953年6月6日）
- SHOOTING OF DAN MCGOO（アラスカの拳銃使い 1945年4月14日）（未放送）（3）（迷探偵ドルーピーの大追跡 編）